# Giovanni Di Noia
Giovanni Di Noia (Bari, 3 luglio 1994) è un calciatore italiano, centrocampista del Trapani.

## Caratteristiche tecniche
Gioca prevalentemente come centrocampista centrale, mancino di piede è in possesso di un ottimo tiro dalla distanza e una buona capacità di corsa essendo duttile tatticamente, può essere schierato anche come centrocampista esterno sulla fascia o all'occorrenza può agire da terzino sinistro.

## Carriera

### Club
Cresce calcisticamente con la squadra della sua città natale il Bari, per poi andare in prestito dividendosi tra Lega Pro e Serie B.
Il 26 agosto 2016 il Bari lo cede alla Ternana con la formula del prestito con diritto di riscatto. Il 29 ottobre segna una doppietta nel successo per 4-3 sul Novara: si tratta dei primi gol nel campionato cadetto. Chiude la stagione realizzando 5 reti.
Il 31 agosto 2017 nell'ultimo giorno del mercato estivo passa in prestito con diritto di riscatto al Cesena. Con i romagnoli trova il primo gol il 6 marzo 2018 nel 2-2 interno con la Pro Vercelli. Chiude l'annata con 27 presenze ed un gol.
Tornato al Bari, a seguito del fallimento del club si trova svincolato, così il 7 agosto 2018 viene tesserato dal Chievo, che lo cede in prestito al Carpi.. Il 26 dicembre segna il primo gol con gli emiliani, siglando la marcatura del momentaneo 1-1 col Livorno, nella partita poi persa 1-4. Chiude la stagione con 22 presenze e 2 gol e la retrocessione in serie C del Carpi.
Terminato il prestito fa ritorno al Chievo appena retrocesso in B.
Il 26 gennaio 2021 passa in prestito al Perugia.
Riscattato dagli umbri a fine stagione (culminata con la promozione in B del club), viene poi ceduto a titolo temporaneo il 28 agosto 2021 alla Fidelis Andria.
Il 15 gennaio 2022 viene ceduto in prestito al Gubbio.
Il 13 luglio 2022 firma un contratto biennale con il Foggia, in Serie C. In due stagioni mette insieme 66 presenze e 4 gol.
Il 20 giugno 2024 firma un contratto annuale con l’Entella, ancora in C, valido a partire dal 1º luglio, ritrovando mister Fabio Gallo. Segna il suo primo gol il 24 novembre nella vittoria interna per 3-0 contro il Campobasso. Con 4 gol contribuisce alla promozione del club biancoceleste che già nel mese di gennaio gli prolungava il contratto; a fine stagione ha modo di vincere anche la Supercoppa Serie C segnando il suo quinto gol stagionale.
il 1° luglio 2025 viene acquistato a titolo definitivo dal Trapani, sempre in Serie C.

### Nazionale
Viene convocato per la prima volta in nazionale azzurra con l'Under-16 dal ct. Francesco Rocca per un'amichevole contro la Russia disputata nel 2010, dal 2013 al 2014 ha fatto parte dell'Under-20 con la quale ha disputato il Torneo Quattro Nazioni scendendo in campo in 4 occasioni, nel 2015 è stato convocato per un'amichevole contro la Russia nella B Italia.

## Statistiche

### Presenze e reti nei club
Statistiche aggiornate al 17 maggio 2025
| Stagione         | Squadra          | Campionato       | Campionato | Campionato | Coppe nazionali | Coppe nazionali | Coppe nazionali | Coppe continentali | Coppe continentali | Coppe continentali | Altre coppe | Altre coppe | Altre coppe | Totale | Totale |
| Stagione         | Squadra          | Comp             | Pres       | Reti       | Comp            | Pres            | Reti            | Comp               | Pres               | Reti               | Comp        | Pres        | Reti        | Pres   | Reti   |
| ---------------- | ---------------- | ---------------- | ---------- | ---------- | --------------- | --------------- | --------------- | ------------------ | ------------------ | ------------------ | ----------- | ----------- | ----------- | ------ | ------ |
| 2011-gen. 2012   | Bari             | B                | 0          | 0          | CI              | 0               | 0               | -                  | -                  | -                  | -           | -           | -           | 0      | 0      |
| gen.-giu. 2012   | Chieti           | 2D               | 3          | 0          | CI-LP           | 0               | 0               | -                  | -                  | -                  | -           | -           | -           | 3      | 0      |
| 2012-2013        | Pontedera        | 2D               | 18         | 1          | CI-LP           | 2               | 0               | -                  | -                  | -                  | -           | -           | -           | 20     | 0      |
| 2013-2014        | Pontedera        | 1D               | 27+1       | 1          | CI+CI-LP        | 1+2             | 0               | -                  | -                  | -                  | -           | -           | -           | 31     | 1      |
| Totale Pontedera | Totale Pontedera | Totale Pontedera | 45+1       | 2          |                 | 5               | 0               |                    | -                  | -                  |             | -           | -           | 51     | 2      |
| 2014-2015        | Matera           | LP               | 26+4       | 1          | CI-LP           | 3               | 1               | -                  | -                  | -                  | -           | -           | -           | 33     | 2      |
| 2015-2016        | Bari             | B                | 19         | 0          | CI              | 0               | 0               | -                  | -                  | -                  | -           | -           | -           | 19     | 0      |
| ago. 2017        | Bari             | B                | 0          | 0          | CI              | 1               | 0               | -                  | -                  | -                  | -           | -           | -           | 1      | 0      |
| Totale Bari      | Totale Bari      | Totale Bari      | 19         | 0          |                 | 1               | 0               |                    | -                  | -                  |             | -           | -           | 20     | 0      |
| 2016-2017        | Ternana          | B                | 32         | 5          | CI              | 0               | 0               | -                  | -                  | -                  | -           | -           | -           | 32     | 5      |
| 2017-2018        | Cesena           | B                | 27         | 1          | CI              | 0               | 0               | -                  | -                  | -                  | -           | -           | -           | 27     | 1      |
| 2018-2019        | Carpi            | B                | 18         | 2          | CI              | 0               | 0               | -                  | -                  | -                  | -           | -           | -           | 18     | 2      |
| 2019-2020        | Chievo           | B                | 16         | 2          | CI              | 0               | 0               | -                  | -                  | -                  | -           | -           | -           | 1      | 1      |
| 2020-gen. 2021   | Chievo           | B                | 3          | 0          | CI              | 0               | 0               | -                  | -                  | -                  | -           | -           | -           | 0      | 0      |
| Totale Chievo    | Totale Chievo    | Totale Chievo    | 19         | 2          |                 | -               | -               |                    | -                  | -                  |             | -           | -           | 19     | 2      |
| gen.-giu. 2021   | Perugia          | C                | 11         | 0          | CI              | -               | -               | -                  | -                  | -                  | SC-C        | 2           | 0           | 13     | 0      |
| 2021-gen. 2022   | Fidelis Andria   | C                | 16         | 1          | CI-C            | 3               | 1               | -                  | -                  | -                  |             | -           | -           | 19     | 2      |
| gen.-giu. 2022   | Gubbio           | C                | 15+2       | 1          | CI-C            | -               | -               | -                  | -                  | -                  |             | -           | -           | 17     | 1      |
| 2022-2023        | Foggia           | C                | 29+8       | 3+1        | CI-C            | 5               | 0               | -                  | -                  | -                  |             | -           | -           | 42     | 4      |
| 2023-2024        | Foggia           | C                | 24         | 0          | CI+CI-C         | 0               | 0               | -                  | -                  | -                  | -           | -           | -           | 24     | 0      |
| Totale Foggia    | Totale Foggia    | Totale Foggia    | 53+8       | 3+1        |                 | 5               | 0               |                    | -                  | -                  |             | -           | -           | 66     | 4      |
| 2024-2025        | Virtus Entella   | C                | 31         | 4          | CI-C            | 2               | 0               | -                  | -                  | -                  | SC-C        | 2           | 1           | 35     | 5      |
| 2025-2026        | Trapani          | C                | 0          | 0          | CI-C            | 0               | 0               | -                  | -                  | -                  |             | -           | -           | 0      | 0      |
| Totale carriera  | Totale carriera  | Totale carriera  | 298+15     | 21+1       |                 | 19              | 2               |                    | -                  | -                  |             | 4           | 1           | 336    | 25     |

## Palmarès

### Club

#### Competizioni nazionali
- Serie C: 2

Perugia: 2020-2021 (girone B)
Virtus Entella: 2024-2025 (girone B)
- Supercoppa Serie C: 1

Virtus Entella: 2025